# Beija-flor-de-cauda-azul
O beija-flor-de-cauda-azul (nome científico: Saucerottia cyanura) é uma espécie de ave da família Trochilidae (beija-flores). Pode ser encontrada nos seguintes países: Costa Rica, El Salvador, Guatemala, Honduras, México e Nicarágua. Os seus habitats naturais são: florestas secas tropicais ou subtropicais, florestas subtropicais ou tropicais húmidas de baixa altitude, e florestas secundárias altamente degradadas.